# Deportação dos coreanos na União Soviética
A Deportação dos coreanos na União Soviética, foi concebida originalmente em 1926, iniciada em 1930 e finalizada em 1937. Foi a primeira transferência de massa de uma nacionalidade em toda a União Soviética. Quase toda a população soviética de etnia coreana (171 781 pessoas) foi transferida a partir do Extremo Oriente russo para áreas despovoadas do Cazaquistão em outubro de 1937. A razão oficial para a deportação era para deter "a penetração da espionagem japonesa no Extremo Oriente", devido ao fato de os coreanos serem súditos naquela época do Império do Japão, que era hostil à União Soviética. 

## A deportação
A deportação foi precedida por um cenário típico soviético de repressão política: ensaios falsificados de líderes locais do partido acusados de insurreição, acusações de planos de secessão e artigos no Pravda sobre a espionagem japonesa no Extremo Leste.
A deportação foi executado por troicas do Comissariado do povo para assuntos internos de vários níveis sob acompanhamento rigoroso dos prazos. Centenas de funcionários do partido foram eliminados e reprimidos por falhas na operação.
A deportação foi realizada em três lotes, classificados pelo afastamento da fronteira. Os deportados eram transportados por trens de cerca de 50 carros cada, com 25-30 pessoas por carro. Nikolai Yezhov relatou a conclusão da deportação dos coreanos em 25 de outubro de 1937. No total, 36 442 famílias contando 171 781 pessoas foram notificadas a serem reassentadas. Os coreanos que ainda permaneciam em Kamchatka, os pescadores que se encontravam no mar, e aqueles em viagens de negócios deveriam ser deportados em um trem adicional até 1 de Novembro.

## Relacionamento com a Coreia
Após o colapso da União Soviética (1990-1991), as repúblicas recém-independentes da Ásia Central estabeleceram relações diplomáticas com a Coreia do Norte e do Sul. Crises econômicas extremas na Coreia do Norte, no entanto, a impediram de competir com a Coreia do Sul no desenvolvimento de seus laços com a Ásia Central e com os coreanos que agora vivem lá.
Professores da Coreia do Sul viajaram para a Ásia Central para ensinar em escolas e universidades, e a República da Coreia estabeleceu centros educacionais em Almaty, Tashkent, e Bishkek, oferecendo cursos de língua coreana. As relações diplomáticas foram estabelecidas entre o República da Coreia e Cazaquistão em 28 de janeiro de 1992. Cerca de 100 mil coreanos vivem atualmente no Cazaquistão.